# People Meet and Sweet Music Fills the Heart
People Meet and Sweet Music Fills the Heart (en danés, Mennesker mødes og sød musik opstår i hjertet) es una película de comedia romántica danesa y sueca de 1967 dirigida por Henning Carlsen y protagonizada por Harriet Andersson y Preben Neergaard. La película está basada en la novela de 1944 de Jens August Schade.

## Reparto
| Actor             | Papel                      |
| ----------------- | -------------------------- |
| Harriet Andersson | Sofía Persson              |
| Preben Neergaard  | Sjalof Hansen              |
| Eva Dahlbeck      | Devah Sørensen             |
| Erik Wedersøe     | Hans Madsen                |
| Lone Rode         | Evangeline Hansen          |
| Lotte Horne       | Mithra                     |
| Elin Reimer       | Calcura                    |
| Bent Christensen  | Ramon Salvador             |
| Lotte Tarp        | Kose                       |
| Knud Rex          | Ramon Salvador             |
| Georg Rydeberg    | Robert Clair de Lune       |
| Cassandra Mahon   | Josefa Swell               |
| Zito Kerras       | Hombre joven en Nueva York |
| Ove Rud           | Clérigo                    |
| Benny Juhlin      | Hombre joven fresco        |

## Reconocimientos
People Meet y Sweet Music Fills the Heart ganaron el premio Bodil a la mejor película danesa en 1968 y, por su papel principal, la actriz sueca Andersson también recibió el premio Bodil de ese año a la mejor actriz. La película también fue seleccionada como la entrada danesa a la Mejor Película en Lengua no inglesa en la 41.ª edición de los Premios Óscar, pero no fue nominada.
 